# Christian Falk
Christian Falk (* 1. April 1987 in Hartberg) ist ein ehemaliger österreichischer Fußballspieler.

## Karriere
Der 194 Zentimeter große Stürmer begann seine Vereinskarriere im Jahr 1994 bei seinem Heimatverein, der Union Groß Steinbach, bei der er sämtliche Nachwuchsspielklassen durchlief und zuletzt auch für die Herrenmannschaft, die zum damaligen Zeitpunkt in der Gebietsliga Ost spielte, aktiv war. In der Saison 2004/05 schaffte er mit der Mannschaft den Meistertitel in der Gebietsliga Ost und den Aufstieg in die sechstklassige Unterliga Ost. Des Weiteren war er mit 27 Treffen Torschützenkönig der Liga. Noch in der Sommerpause wechselte er zum TSV Hartberg, für den er vorrangig in der ersten Mannschaft aktiv war, es aber auch zu zahlreichen Einsätzen in der zweiten Mannschaft brachte. 2008 spielte er kurzzeitig beim SV Bad Aussee, ehe er zum 1. FC Vöcklabruck wechselte. Ab Juli 2009 stand er beim Erstligisten Wolfsberger AC unter Vertrag.
Zur Spielzeit 2014/15 wechselte Falk zum FC Rot-Weiß Erfurt. Dort konnte er sich nicht durchsetzen und erzielte in 20 Einsätzen kein Tor. Zur Spielzeit 2015/16 wechselte er zum österreichischen Zweitligisten SK Austria Klagenfurt. Dort erzielte er bei seinem ersten Pflichtspiel-Einsatz gegen den Vizemeister Liefering das 2:0 (Endstand 4:0). Mit der Austria musste er nach Saisonende zwangsweise in die Regionalliga absteigen.
Im August 2016 wechselte er zum Zweitligisten FC Blau-Weiß Linz, bei dem er einen bis Juni 2017 gültigen Vertrag erhielt.
Zur Saison 2017/18 wechselte er zum Landesligisten ASK Voitsberg. Dort kam er nur in drei Meisterschaftsspielen zum Einsatz und beendete noch im Sommer 2017 seine Karriere als Aktiver. Im Sommer 2018 hinterlegte er seinen Spielerpass beim UFC Fehring, kam jedoch nie zum Einsatz. Seit Sommer 2019 liegt sein Spielerpass bei seinem Heimatverein, der Union Groß Steinbach.